# 초암산터널
초암산터널(草庵山터널)은 전라남도 보성군 겸백면 수남리에 위치한 남해고속도로 쌍굴 터널이다. 길이는 영암 방면과 순천 방면은 2.2km이다. 폭은 12.6m(유효폭은 11.7m), 높이는 7.3m이다. 서쪽으로 보성녹차휴게소가 있고 동쪽으로는 조성터널으로 이어진다.
특이 사항으로는 터널 내에 LED 조명이 여러 대 설치되어 있으며, 남해고속도로 구간 중 최장 터널이기도 하다.